# Julie Adams
Julie Adams, született Betty May Adams (Waterloo, Iowa, 1926. október 17. – Los Angeles, Kalifornia, 2019. február 3.) amerikai színésznő.

## Föbb filmjei

### Mozifilmek
- Crooked River (1950)
- Colorado Ranger (1950)
- Bright Victory (1951)
- A folyó mentén (Bend of the River) (1952)
- Veszélyes vér (The Lawless Breed) (1953)
- A fekete lagúna szörnye (Creature from the Black Lagoon) (1954)
- Six Bridges to Cross (1955)
- Away All Boats (1956)
- Four Girls in Town (1957)
- Tarawa Beachhead (1958)
- Lövöldözés Dodge City-ben (The Gunfight at Dodge City) (1959)
- Raymie (1960)
- The Underwater City (1962)
- Tickle Me (1965)
- The Last Movie (1971)
- Detektív két tűz között (McQ) (1974)
- Psychic Killer (1975)
- The Killer Inside Me (1976)
- Goodbye, Franklin High (1978)
- Bajnokok (Champions) (1984)
- Black Roses (1988)
- A szemtanú nyomában (Catchfire) (1990)
- World Trade Center (2006)
- Az öldöklés istene (Carnage) (2011, hang)

### Tv-sorozatok
- Your Show Time (1949, egy epizódban)
- Alfred Hitchcock bemutatja (Alfred Hitchcock Presents) (1958–1961, három epizódban)
- Hosszú forró nyár (The Long, Hot Summer) (1965, egy epizódban)
- The Jimmy Stewart Show (1971–1972, 24 epizódban)
- San Francisco utcáin (The Streets of San Francisco) (1975, egy epizódban)
- Ellery Queen (1975, egy epizódban)
- Code Red (1981–1982, 17 epizódban)
- Gyilkos sorok (Murder, She Wrote) (1987–1993, tíz epizódban)
- Halálbiztos diagnózis (Diagnosis Murder) (1997, egy epizódban)
- Családjogi esetek (Family Law) (2000, egy epizódban)
- Magánügyek (Close to Home) (2005, egy epizódban)
- Lost – Eltűntek (Lost) (2006, egy epizódban)
- Döglött akták (Cold Case) (2006, egy epizódban)
- CSI: New York-i helyszínelők (CSI: NY) (2007, egy epizódban)